# República Popular del Congo
La República Popular del Congo (Francés: République Populaire du Congo) fue un estado socialista establecido en 1969 en la actual República del Congo. Liderado por el Partido Congoleño del Trabajo (Francés: Parti Congolais du Travail, PCT), existió hasta 1991, cuando el país fue renombrado y el gobierno del PCT fue eliminado dentro de la ola multipartidista que experimentó África a principios de la década de 1990.

## Demografía
La República Popular del Congo contaba con 2.153.685 habitantes en 1988. Vivían en ella 15 grupos étnicos diferentes, siendo mayoritarias las etnias Kongo, Sangha, M'Bochi, o Teke. Unos 8.500 europeos permanecieron en el país, mayoritariamente franceses u originarios de Francia. El francés era el idioma oficial, pero también se reconocían otras lenguas como el kikongo y el lingala. La mayoría de la población se concentraba en torno a núcleos urbanos como Brazzaville. El índice de alfabetización era del 80%. En 1988 tuvo una mortalidad infantil del 9,01% siendo la  menor en el África Central y su esperanza de vida en dicho año fue de 55,12 la cual se consiguió restablecer hasta 17 años después.

## Historia
La República Popular del Congo (RP del Congo) fue proclamada en Brazzaville después de un exitoso golpe de Estado orquestados por militares de izquierda descontentos con el Gobierno. Marien Ngouabi fue proclamado Presidente de la República y transformó el país en un estado socialista dos años después del golpe. Después de disolver la Asamblea Nacional, Ngouabi formó un partido marxista-leninista que se llamó Partido Congoleño del Trabajo (PCT), que ejercería el liderazgo de la vida política del país hasta 1991. Con todo, Ngouabi fue asesinado en 1977.
Como otros estados socialistas africanos, la RP del Congo mantuvo estrechas relaciones con la URSS y con los países del llamado Bloque del Este, así como con Cuba. Esta alianza se hizo más fuerte tras el asesinato de Ngouabi en 1977. Sin embargo, el gobierno del PCT aun mantenía una relación sólida con Francia.

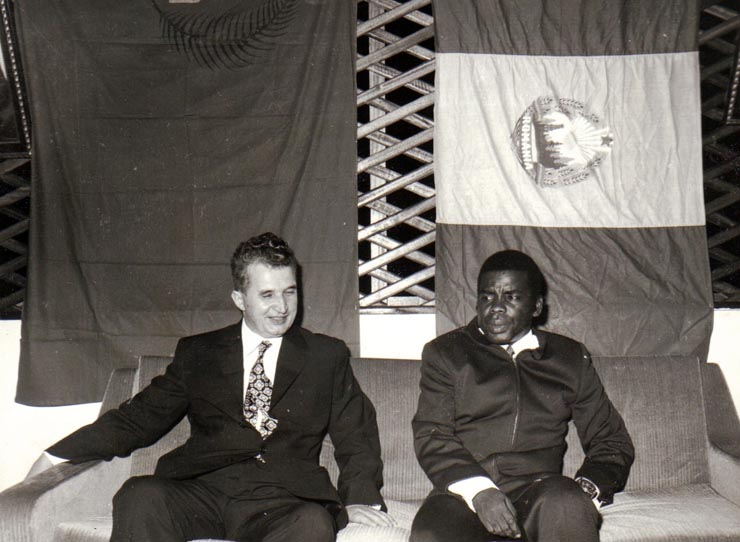
El Presidente Marien Ngouabi con el líder rumano Nicolae Ceaușescu en 1972.

A mediados del año 1991, el Consejo Nacional Soberano retiró el término populaire ("Popular") del nombre oficial del país, mientras reemplazaba también la bandera y el himno nacional utilizados durante el gobierno comunista, llevado a su fin por la misma. El CNS nombró a un primer ministro transitorio, llamado André Milongo, que fue investido con poderes ejecutivos. El presidente Denis Sassou Nguesso comenzó a ejercer como presidente en funciones en capacidad ceremonial durante el período de transición hacia el sistema pluripartidista.

## Economía
Durante este período, la economía del Congo se basó esencialmente en la exportación de materias primas (madera, potasa, petróleo, hierro, etc.). Los recursos petroleros siguen siendo modestos y el país está lejos de lograr la relativa prosperidad del vecino Gabón. Las empresas son masivamente nacionalizadas en todos los sectores del estado. 
El Partido Congoleño del Trabajo, que aspiró a establecerse como un partido-Estado, ejerció control sobre el sector privado de la economía apoyándose en un sistema de cooperativas. La gestión de las empresas estatales se confía a los principales miembros del Partido, o a miembros de sus familias y séquitos.
La República Popular del Congo heredó una economía subdesarrollada y pobre del período colonial, que todavía estaba dominada por empresas francesas. El gobierno presta gran atención al fortalecimiento de los sectores estatal y mixto de la economía, reforzando el control estatal sobre las actividades de las empresas privadas.
La mayor fuente de ingresos del estado congoleño era el petróleo, cuyos yacimientos fueron explotados en 1957. Un rubro de exportación lucrativo también era la valiosa madera tropical, principalmente okume, limba y acajou. De 1969 a 1979 se llevó a cabo el desarrollo de las reservas de sal potásica. Se han explorado reservas de mineral de hierro de alta calidad.
La mayor parte de la población se dedicaba al cultivo para el autoconsumo y a la venta en el mercado de yuca y plátanos (principales cultivos alimentarios), así como del ñame y una pequeña cantidad de algunos otros cultivos. Los cultivos de exportación (caña de azúcar, palma aceitera, árboles de café y cacao, tabaco y maní) se cultivaban principalmente en plantaciones propiedad de europeos. La cría de animales se limitó debido al uso generalizado de la mosca tsetsé, portadora de una forma de enfermedad del sueño que es mortal para el ganado.
El país contaba con puertos fluviales y marítimos de primer orden. Las principales industrias son la silvicultura y la carpintería, el procesamiento de alimentos y la minería. La República Popular del Congo logró un éxito impresionante en el campo de la atención médica y la educación pública. El gobierno estaba seriamente preocupado por el aumento del desempleo y los precios.  Ingreso nacional per cápita - $300 por año.

## Política

Logo del Partido Congoleño del Trabajo

El jefe de Estado era el presidente, que era elegido por un período de 5 años. El poder legislativo pertenecía a un parlamento bicameral (la Asamblea Nacional - 125 diputados elegidos por un período de 5 años y el Senado - 60 diputados - por un período de 6 años).
El Partido Congoleño del Trabajo (PCT) es el único partido gobernante en el país. El programa y la carta del partido establece que la CPT se guía en sus actividades por la enseñanza marxista-leninista y socialista.

## Militar

Bandera de las Fuerzas Armadas de la República Popular del Congo

Las Fuerzas Armadas de la República Popular del Congo fue fundada en 1970, el ejército tenía como sus principales aliados de equipamiento a la Unión Soviética y los países del Bloque del Este. Era muy bien sabido que en la República Popular del Congo el ejército tenía un papel predominante en la política.